# Periergates rodriguezi
Periergates rodriguezi là một loài bọ cánh cứng trong họ Cerambycidae.